# 佩德羅·阿吉雷·塞爾達

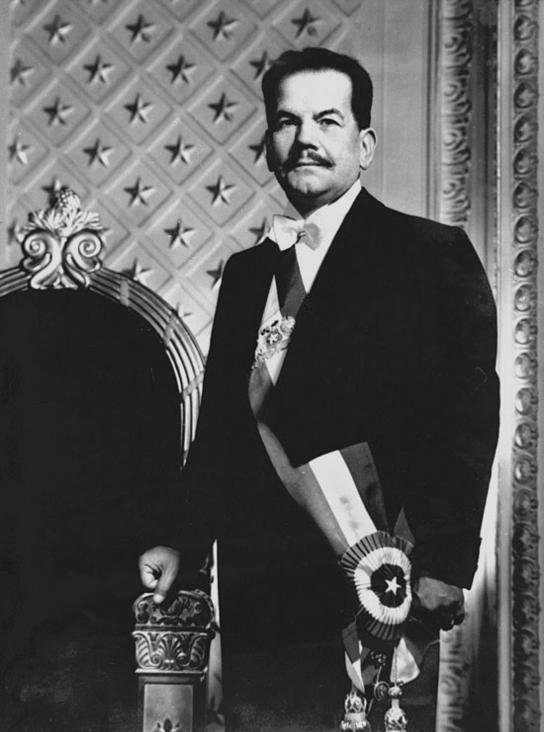
佩德罗·阿吉雷·塞尔达

佩德罗·阿韦利诺·阿吉雷·塞尔达（西班牙語：Pedro Abelino Aguirre Cerda，西班牙語發音：[ˈpeðɾo aˈɣire ˈseɾða]；1879年2月6日—1941年11月25日），是智利律师、教育家和激进党政治家，他于1938年作为人民阵线候选人成为第22任智利总统。阿吉雷在任内推动工业技术学校的发展，以此促进国家新兴工业化技术人才的培育。他还创建了数千所新的正规学校，进而推动将大学教育覆盖到整个国家。阿吉雷政府还重新分配了国家土地，鼓励形成农业聚居地以及建造廉价住房，并将马克思主义政党纳入政治体系。